# 金许昌香烟
金许昌香烟是许昌卷烟厂生产的一种香烟品牌，在中国香烟销量单品牌中位列第八，并荣获“全国市场畅销品牌”称号。产品类型有金许昌（黄硬）、金许昌（软红）、金许昌（硬红）、金许昌（银星）、金许昌（软黄）、金许昌（硬金）。